# Massarina ricifera
Massarina ricifera är en svampart som beskrevs av Kohlm., Volkm.-Kohlm. & O.E. Erikss. 1995. Massarina ricifera ingår i släktet Massarina och familjen Massarinaceae.   Inga underarter finns listade i Catalogue of Life.